# Élections législatives de 2007 à Mayotte
Les élections législatives françaises de 2007 se déroulent les 10 et 17 juin. Dans le territoire de Mayotte, un député est à élire dans le cadre d'une circonscription.

## Élus
| Circonscription        | Député sortant    | Parti | Parti | Député élu ou réélu | Parti | Parti |
| ---------------------- | ----------------- | ----- | ----- | ------------------- | ----- | ----- |
| Circonscription unique | Mansour Kamardine |       | UMP   | Abdoulatifou Aly    |       | MDM   |

## Historique
En 1958, cinq territoires d'outre-mer, faiblement peuplés, choisissent de conserver leur statut et de ne pas devenir des États au sein de la nouvelle Communauté française : il s'agissait de Saint-Pierre-et-Miquelon, de la Côte française des Somalis, de l'archipel des Comores, de la Nouvelle-Calédonie et de la Polynésie française. Ces TOM continuèrent d'envoyer des représentants à l'Assemblée nationale, mais en raison du délai de l'exercice de l'option, ils ne purent participer aux élections législatives des 23 et 30 novembre 1958, les premières de la Ve République. Le siège de député de Mayotte remonte donc à celui des Comores, depuis que, par son vote du 8 février 1976 (« Oui » à 99,4 %) a maintenu ses liens avec la France.
En 1978, c'est l'UDF Younoussa Bamana qui a été le premier député élu, puis réélu, dans cette collectivité territoriale de 19 000 électeurs. Avec l'élection de François Mitterrand, c'est Jean-François Hory, proche du PRG qui est élu (alors que Valéry Giscard d'Estaing avait obtenu 89,9 % des voix peu de temps auparavant). En 1986, c'est un centriste, Henry Jean-Baptiste, qui est élu, puis réélu en 1988 et en 1993, alors que l'île dépasse désormais 30 000 électeurs. Malgré la montée de son rival RPR dissident, Mansour Kamardine, c'est toujours Jean-Baptiste qui est élu en 1997 (51,7 %). Ce n'est qu'en 2002, avec le retrait de ce dernier que Mansour Kamardine est élu au 2e tour député avec l'appui du président du Conseil général, Younoussa Bamana, face au candidat UDF-MDM, Vita Siadi.

## Candidats
Éléments diffusés par RFO
- Toumbou Maurice (SE), agriculteur qui a créé un mouvement scout. C’est sa première participation aux élections législatives. Il est de Dembéni, au centre de Mayotte.
- Saïd Ahamadi (DVG), maire de Koungou, a été exclu du Parti socialiste en 2002, pour avoir maintenu sa candidature alors qu’il n’avait pas reçu l’investiture. Désormais président du Parti social mahorais.
- Elmamouni Mohamed Nassur (SE) est un syndicaliste de la Cisma-CFDT. Il travaille au Conseil général. Il a milité à l’Association des stagiaires et étudiants comoriens (ASEC), une association de la diaspora comorienne en France. Il a coécrit un livre sur le président comorien Ali Soilih, intitulé L’Élan brisé. C'est un candidat de sensibilité de gauche. Directeur-adjoint aux services fiscaux de la collectivité, c’est un départementaliste soucieux des spécificités mahoraises. C’est sa première candidature aux législatives.
- Ahamada Salime (Les Verts, divers gauche), fonctionnaire de la préfecture, il n’a pas de mandat mais ne se présente pas pour la première fois.
- Ahamada Ousseni (Front national) est originaire du nord de Grande-Terre et est adjoint au maire de Mtsamboro. Il travaille dans le secteur de la santé comme infirmier. Son parti, le Front national, n’est pas une grande force politique dans l’île. Il était déjà candidat aux législatives de 2002.
- Bacar Ali Boto (MRC), premier vice-président du Conseil général et un des trois conseillers généraux de Mamoudzou, il est l’un des principaux rivaux du député UMP sortant Mansour Kamardine. C'est le président du Mouvement républicain et citoyen (de Jean-Pierre Chevènement), il fait partie de l’Alliance pour un développement maîtrisé et solidaire.
- Ahamed Attoumani Douchina (UMP-dissident), ancien secrétaire départemental de l’UMP à Mayotte, conseiller général à Kani-Kéli, il est connu comme homme de dialogue. Il ne fait pas partie du courant des « kamardinistes » de l’UMP, ce qui lui a valu d’être mis en minorité dans son parti. Il s’est trouvé écarté au profit du dernier. C’est pourquoi il est présenté comme un dissident. Il est partisan de la départementalisation, mais défend les spécificités mahoraises.
- Abdouldjabar Salime (SE), chiraquien, il veut la départementalisation avec le respect des traditions. C’est la seconde fois qu’il se présente aux législatives.
- Abdoulatifou Aly (DVD), conseiller municipal de Pamandzi, avocat de profession, il est l’un des adversaires majeurs pour le député sortant Mansour Kamardine. Cet attaché parlementaire du sénateur Marcel Henry, dont il a le soutien, se présente sous la mouvance « Force de l’alternance ». Issu du Mouvement départementaliste mahorais, il reste dans le courant départementaliste. Cet orateur reste d’ailleurs un des plus fervents défenseurs de la départementalisation. Il se bat surtout pour l'application du droit du sol et du regroupement familial avec les immigrés comoriens.
- Mansour Kamardine (UMP), député sortant, membre de l’UMP, il a commencé à militer dans les années 80. Il fait partie des fondateurs du RPR à Mayotte, qui a eu du mal à s’imposer au départ sur l’île. Il a été élu député en 2002 et a eu une politique active. Présenté comme un défenseur de la laïcité, il a mis en place des mesures sur les allocations familiales déplafonnées, sur la sécurité sociale. Il a travaillé sur la question de l'intégration dans la fonction publique ou encore joué un rôle majeur dans la suppression de la polygamie, applicable désormais aux hommes nés après le 1er janvier 1986.
- Ben Youssouf Chihabouddine (DVD), second conseiller général de Mamoudzou et second vice-président du Conseil général, il est depuis plus de six mois en campagne électorale. Il aurait sillonné tout Mayotte (Petite et Grande-terre).

Il n’a pas l'investiture de son parti et n’a semble-t-il jamais cherché à l’avoir. Populaire à Mamoudzou, cet homme très indépendant reste proche des questions sociales, ainsi de la question des étrangers en situation irrégulière.
- Kamal Ibrahim (DVD). Il est le candidat du Mouvement populaire mahorais (MPM). Le gendre de Younoussa Bamana, l’ancien président du Conseil général et certainement le politicien le plus populaire de l’île, originaire du nord de Mayotte. Il réside dans le Sud où il s’est marié.
- Hamada Ali Hadhuri - Parti socialiste, actuel maire de Bouéni. Jeune cadre de 38 ans, il fut président de l'association des maires des DOM-TOM jusqu'à l'année 2006.
- Daroussi Zainadini (MD) est le candidat d’un autre courant du MDM. Il est soutenu par le sénateur Adrien Giraud. Cet ancien conseiller général de Kani-Kéli est un départementaliste convaincu. Cela fait des années qu’il est dans la politique, il a éliminé de la course Younoussa Bamana.
- Abdou Miradji (SE), c’est sa première participation aux législatives. Il travaille aux services fiscaux. Il se présente comme départementaliste. Une départementalisation qu’il souhaite la plus rapide possible, sans passer par référendum, ni consultation.
- Halifa Saïd (SE), nombreuses candidatures aux diverses élections de l’île.

## Résultats

### Résultats à l'échelle de la collectivité
| Parti                                       | Parti                             | Premier tour | Premier tour | Second tour | Second tour | Sièges |
| Parti                                       | Parti                             | Voix         | %            | Voix        | %           | Sièges |
| ------------------------------------------- | --------------------------------- | ------------ | ------------ | ----------- | ----------- | ------ |
|                                             | Union pour un mouvement populaire | 8 468        | 27,92        | 14 590      | 43,71       | 0      |
|                                             | Divers droite                     | 1 947        | 6,42         |             |             | 0      |
|                                             | Majorité présidentielle           | 10 415       | 34,34        | 14 590      | 43,71       | 0      |
|                                             |                                   |              |              |             |             |        |
|                                             | Divers gauche                     | 6 567        | 21,65        |             |             | 0      |
|                                             | Parti socialiste                  | 2 180        | 7,19         | 0           |             |        |
|                                             | Gauche parlementaire              | 8 747        | 28,84        |             |             | 0      |
|                                             |                                   |              |              |             |             |        |
|                                             | UDF–Mouvement démocrate           | 9 539        | 31,45        | 18 789      | 56,29       | 1      |
|                                             | Divers                            | 1 224        | 4,04         |             |             | 0      |
|                                             | Divers écologiste                 | 205          | 0,68         | 0           |             |        |
|                                             | Front national                    | 200          | 0,66         | 0           |             |        |
|                                             |                                   |              |              |             |             |        |
| Inscrits                                    | Inscrits                          | 64 775       | 100,00       | 64 666      | 100,00      | 1      |
| Abstentions                                 | Abstentions                       | 32 978       | 50,91        | 30 019      | 46,42       |        |
| Votants                                     | Votants                           | 31 797       | 49,09        | 34 647      | 53,58       |        |
| Blancs et nuls                              | Blancs et nuls                    | 1 467        | 4,61         | 1 268       | 3,66        |        |
| Exprimés                                    | Exprimés                          | 30 330       | 95,39        | 33 379      | 96,34       |        |
| Source : Ministère de l'Intérieur - Mayotte |                                   |              |              |             |             |        |

### Résultats par circonscription
| Candidat       | Candidat                   | Parti             | Premier tour | Premier tour | Second tour | Second tour |  |
| Candidat       | Candidat                   | Parti             | Voix         | %            | Voix        | %           |  |
| -------------- | -------------------------- | ----------------- | ------------ | ------------ | ----------- | ----------- |  |
|                | Mansour Kamardine sortant  | UMP               | 8 468        | 27,92        | 14 590      | 43,71       |  |
|                | Abdoulatifou Aly élu       | MDM               | 6 489        | 21,39        | 18 789      | 56,29       |  |
|                | Zainadini Daroussi         | MoDem             | 2 628        | 8,66         |             |             |  |
|                | Bacar Ali Boto             | Divers gauche     | 2 533        | 8,35         |             |             |  |
|                | Hamada Ali Hadhuri         | PS                | 2 180        | 7,19         |             |             |  |
|                | Said Raos - Ahamadi        | Divers gauche     | 2 045        | 6,74         |             |             |  |
|                | Ben Youssouf Chihabouddine | Divers gauche     | 1 989        | 6,56         |             |             |  |
|                | Ahamed Attoumani Douchina  | Divers droite     | 1 237        | 4,08         |             |             |  |
|                | Kamal Ibrahim              | Divers droite     | 710          | 2,34         |             |             |  |
|                | Abdou Miradji              | Divers            | 622          | 2,05         |             |             |  |
|                | Toumbou Maurice            | UDF–MoDem         | 422          | 1,39         |             |             |  |
|                | Elmamouni Mohamed Nassur   | Divers            | 288          | 0,95         |             |             |  |
|                | Ahamada Salime             | Divers écologiste | 205          | 0,68         |             |             |  |
|                | Hamada Ousseni             | FN                | 200          | 0,66         |             |             |  |
|                | Halifa Said                | Divers            | 192          | 0,63         |             |             |  |
|                | Abdouldjabar Salim         | Divers            | 122          | 0,4          |             |             |  |
|                |                            |                   |              |              |             |             |  |
| Inscrits       | Inscrits                   | Inscrits          | 64 775       | 100,00       | 64 666      | 100,00      |  |
| Abstentions    | Abstentions                | Abstentions       | 32 978       | 50,91        | 30 019      | 46,42       |  |
| Votants        | Votants                    | Votants           | 31 797       | 49,09        | 34 647      | 53,58       |  |
| Blancs et nuls | Blancs et nuls             | Blancs et nuls    | 1 467        | 4,61         | 1 268       | 3,66        |  |
| Exprimés       | Exprimés                   | Exprimés          | 30 330       | 95,39        | 33 379      | 96,34       |  |